# Alajos Szokolyi
Alajos Szokolyi (o Alajos Szokoly, en eslovaco Alojz Sokol) (ˈɒlɒjoʃ ˈsokojɪ, Hronec, 19 de junio de 1871 - Bernecebaráti, 9 de septiembre de 1932) fue un atleta eslovaco del Reino de Hungría. Compitió en los Juegos Olímpicos de Atenas 1896.
Su padre fue József Szokolyi (en eslovaco Jozef Sokol), y su madre, Emília Holub. Nació en el pueblo de Hronec, hoy Eslovaquia, pero a la edad de tres años se mudó con sus abuelos a Ipolyság (hoy Šahy, Eslovaquia). Asistió a la escuela en Ipolyság, en Banská Štiavnica, y en Levice. En 1887 la familia se mudó a su nueva mansión en Bernece. En 1889, ingresó a la facultad de medicina, en la Universidad Semmelweiss, en Budapest.
Szokolyi compitió en la prueba de 100 metros llanos, de los Juegos Olímpicos de Atenas 1896. Fue segundo en su serie clasificatoria, con un tiempo de 12,75 segundos, avanzando a la final, en la que los oficiales determinaron que él y Francis Lane de Estados Unidos, quien había derrotado a Szokolyi en la serie clasificatoria, igualaron en la final en el tercer lugar; también determinaron que Alexandros Khalkokondilis de Grecia había llegado un poco por detrás de Szokolyi. Actualmente, el Comité Olímpico Internacional considera que Szokolyi y Lane comparten la medalla de bronce (en los juegos olímpicos de 1896 no se premiaba al tercer lugar). Szokolyi terminó en la cuarta colocación en la prueba de salto triple, en el que, en su mejor intento, consiguió la marca de 11,26 metros. También compitió en la prueba de 110 metros con vallas. Las fuentes difieren en cuanto a si Szokolyi llegó en la segunda o tercera colocación en su serie preliminar; las mayorías de ellas afirman que en el desarrollo de la carrera, iba en segundo lugar, hasta que se golpeó con la última valla y tropezó, lo que le dio la oportunidad a Frantz Reichel de pasarlo y conquistar la segunda colocación de dicha serie.
Se retiró en 1900 en Bernece, se casó con Sarolta (Charlotte) Berchtold, quien provenía de una familia de magnates con raíces en Tirol, ese mismo año. La pareja tuvo cinco hijos. Además de la gestión de su patrimonio, se convirtió en archivista en el condado de Hont, y organizó el servicio médico del condado durante la Primera Guerra Mundial. En 1928 se le diagnosticó ateroesclerosis. Murió de un ataque al corazón en 1932.